# Socialdemocracia de Polonia
El Partido Socialdemócrata de Polonia (en polaco: Socjaldemokracja Polska, SDPL) es un partido socialdemócrata de Polonia fundado en 2004 como grupo disidente de la Alianza de la Izquierda Democrática. 
No debe confundirse con el antiguo Partido Socialdemócrata de la República de Polonia (SdRP). 
En mayo de 2005 llegó a un acuerdo con la Unión del Trabajo y Los Verdes-2004 para presentarse conjuntamente a las elecciones generales. Desde finales de 2006 forma parte de la coalición Izquierda y Demócratas.